# Хамельн
Хамельн, устаревшее написание Гамельн, реже Гаммельн (нем. и н.-нем. Hameln) — город в Германии, в земле Нижняя Саксония.
Входит в состав района Хамельн-Пирмонт. Население на 30 июня 2024 года оценивается в 57 955 человек. Занимает площадь 102,30 км². Официальный код — 03 2 52 006. Город делится на 13 городских районов.
Хамельн в значительной мере известен благодаря легенде о гамельнском крысолове.

## История

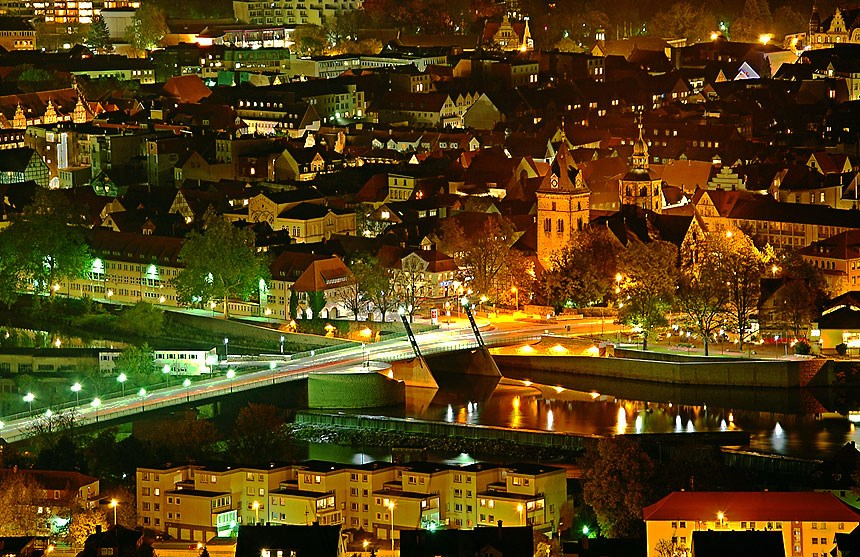
Ночной Хамельн

Первые следы поселений в районе современного Хамельна относятся к каменному веку. Когда именно на территории исторического центра Хамельна было основано постоянное поселение точно неизвестно. Приблизительно в 790 году епископом новообразованного миссионерского округа между верхним Везером и Ляйне был назначен монах-бенедиктинец  Эрканберт из монастыря в Фульде, который в 803/804 годах перенес кафедру в Минден. В 802 или 812 году саксонский граф Бернхард построил частную церковь в своем Хамельнском имении. В 826 году он умер не оставив наследников. Имущество графа перешло имперскому аббатству в Фульде, которое в 851 году около удобно расположенного моста через Везер основало бенедиктинский монастырь. Первое название поселения звучало как "Хамело".
С течением времени около монастыря возникло торговое поселение (упоминается в документах 1054 и 1074 годов), которое около 1200 года получило статус города.
В средние века в военно-стратегическом отношении Хамельн представлял собой одно из наиболее удобных мест для переправы через реку Везер, поэтому был хорошо защищён и снабжён на левом берегу предмостным укреплением.
В середине XIV века, когда в городе свирепствовала эпидемия чумы, на еврейскую общину, которая в то время была весьма значительна, посыпались обвинения в причинах появления чёрной смерти; в результате в 1349 году евреи были изгнаны из Хамельна.
В 1633 году в ходе Тридцатилетней войны город был взят шведами, а в 1757 году (после битвы при Хастенбеке) захвачен французами. В 1806 году (после капитуляции) Хамельн был передан Франции, после чего фортификационные сооружения были последними практически полностью уничтожены.
В 1822 году в Хамельне открыл аптеку и работал в ней до своей смерти фармацевт Фридрих Сертюрнер, впервые выделивший морфин из опия.
В конце XIX — начале XX века Хамельн уже имел довольно развитую промышленную инфраструктуру; в городе функционировали машиностроительное предприятие, две мельницы, прядильные, винокуренные, сахарный и кожевенный заводы, а также бумажная фабрика.

## Демография
| Год  | Население |
| ---- | --------- |
| 1990 | 57 945    |
| 1995 | 58 923    |
| 2000 | 58 544    |
| 2005 | 58 676    |
| 2010 | 57 906    |
| 2015 | 56 529    |
| 2020 | 57 276    |

## Города-побратимы
- Сен-Мор-де-Фоссе, Франция (с 1968 г.[9])
- Торбей, Великобритания (с 1973 г.[9])
- Кведлинбург, Германия (с 1990 г.[9])
- Кальвария-Зебжидовска, Польша (с 2001 г.[9])

## Фотографии

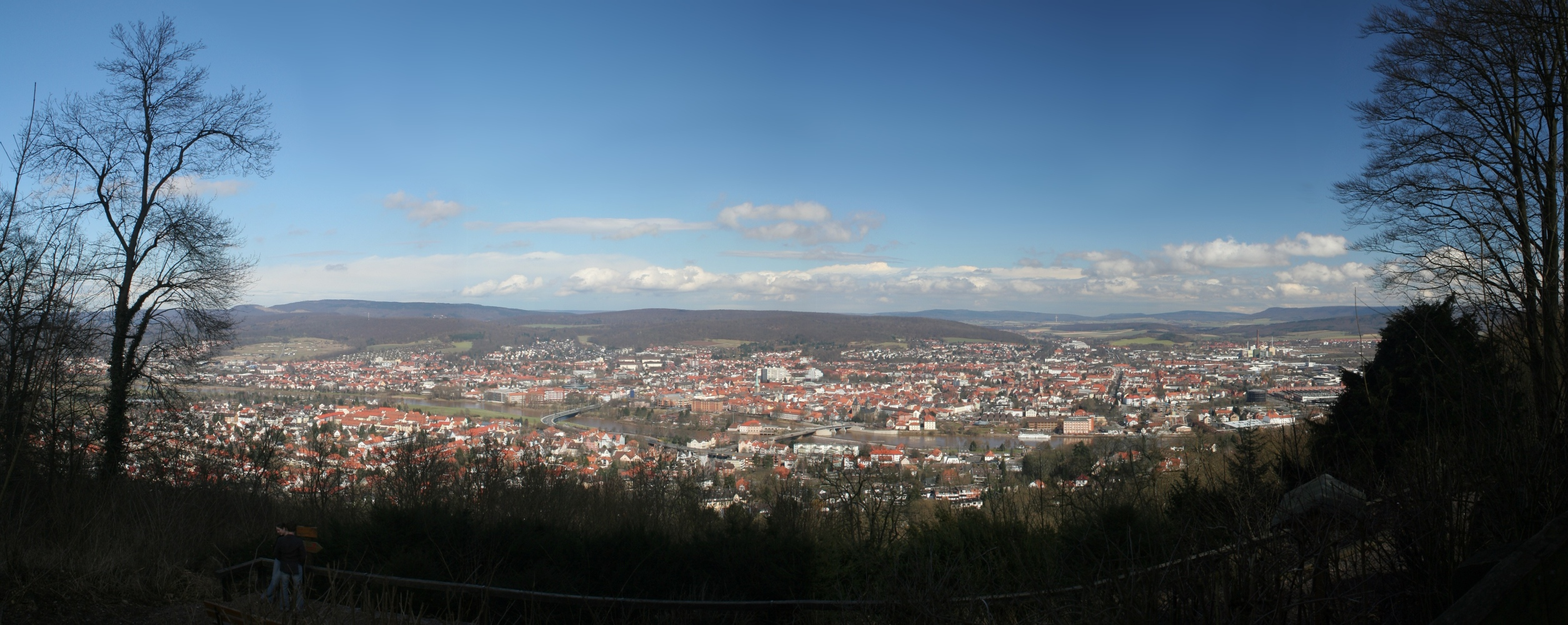
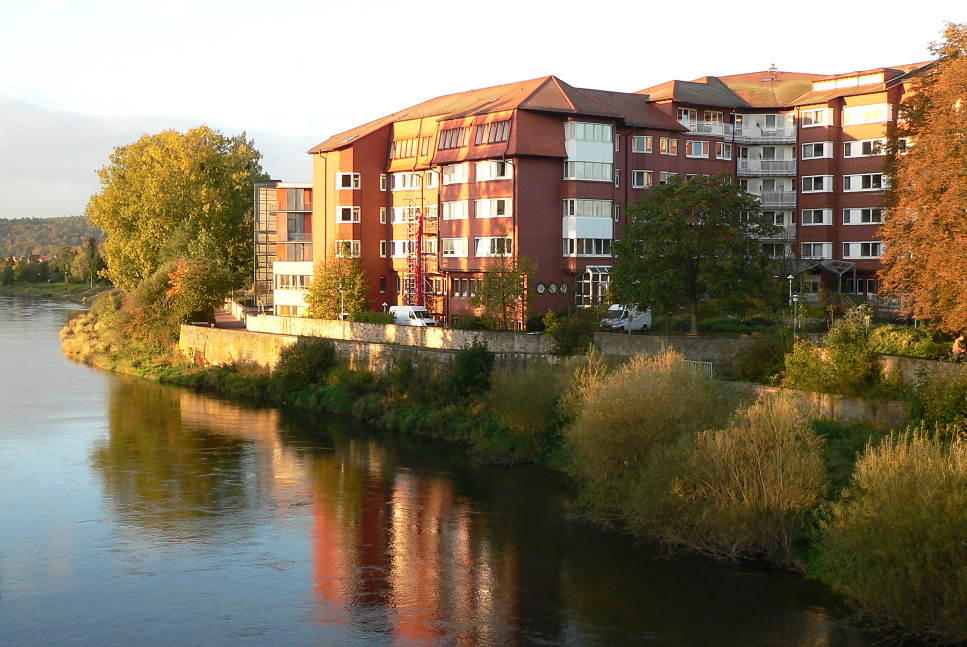

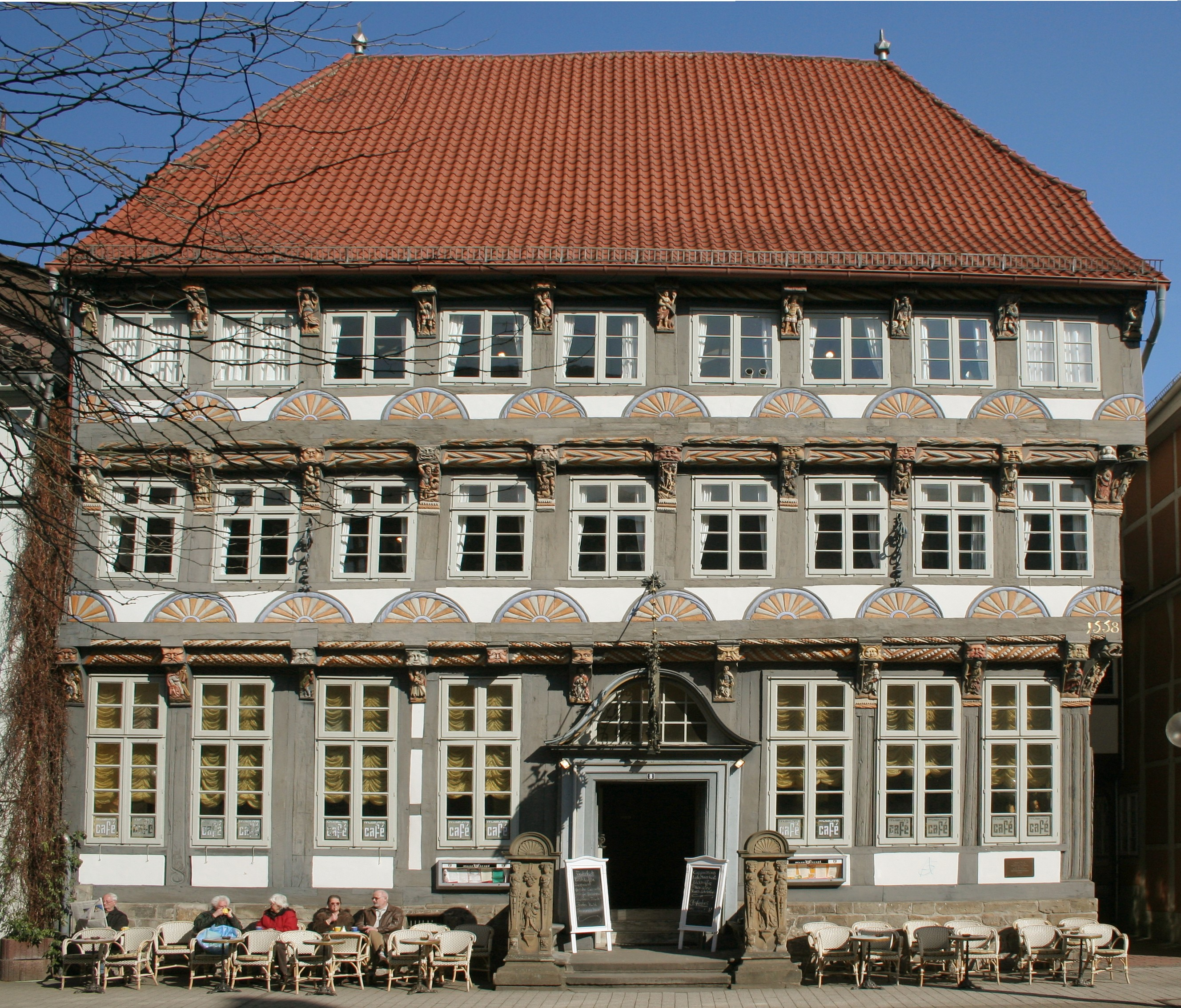
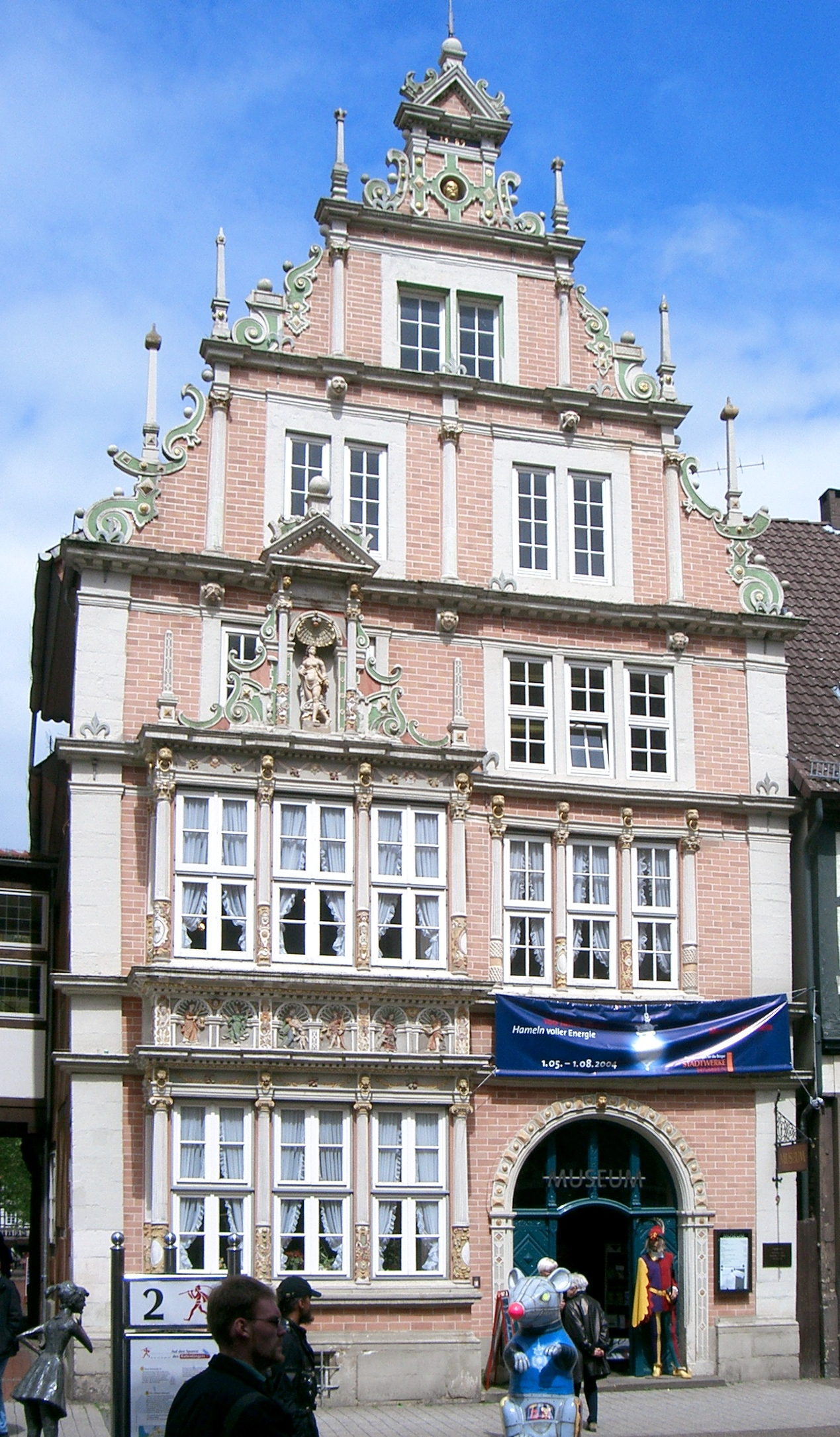
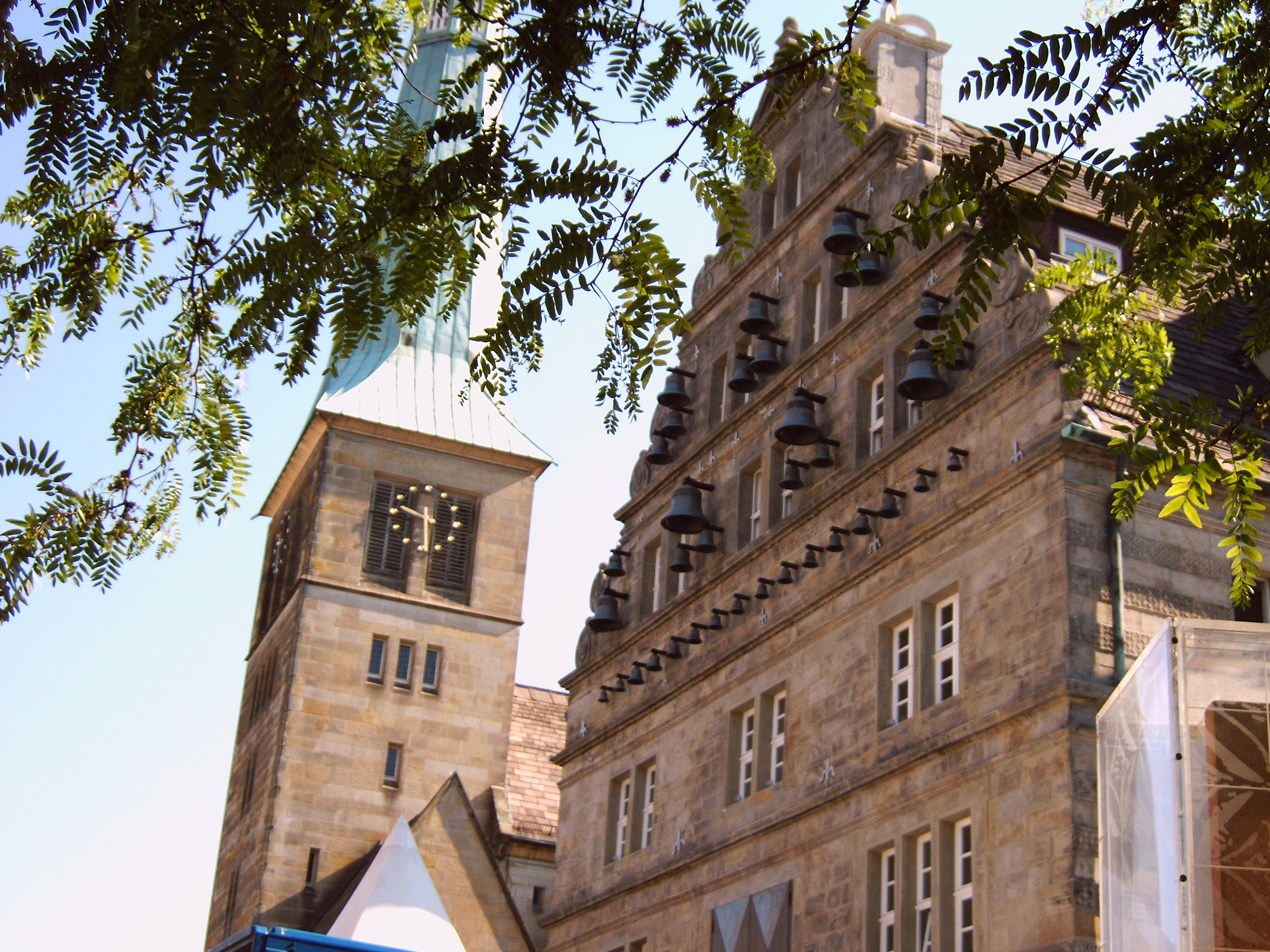

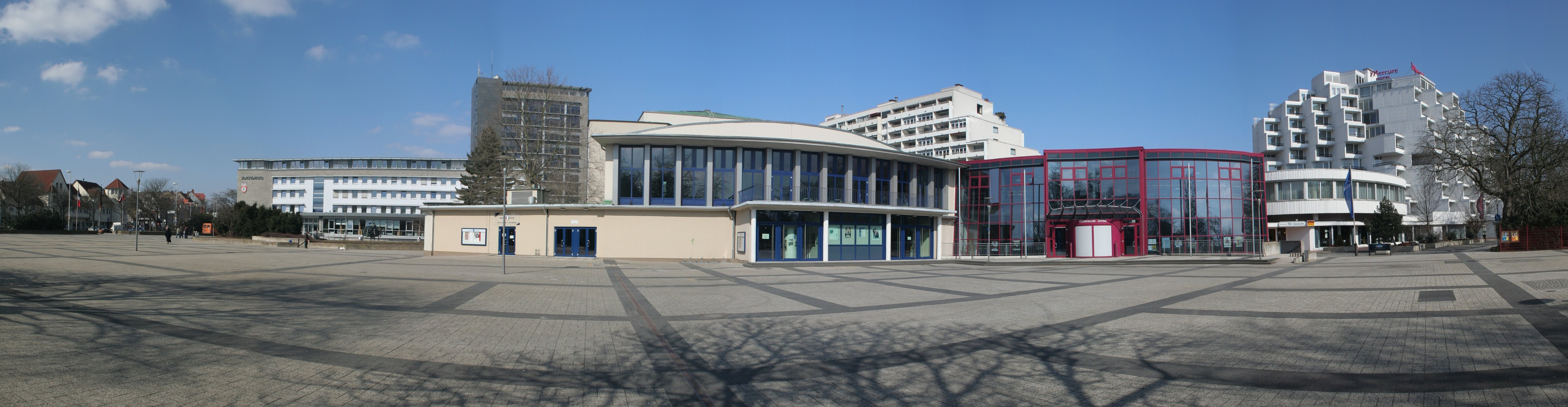
Ратуша

## Легенда о Крысолове
В 1284 году появился в Хамельне причудливый человек. На нём был пиджак из разноцветной пёстрой ткани, и он выдавал себя за Крысолова, обещая за определённое вознаграждение избавить город от мышей и крыс. Жители пообещали ему заплатить, и тогда Крысолов вытащил свою дудочку и стал на ней играть. Вскоре из домов стали выползать мыши и крысы, собираясь вокруг него. Когда крысолов убедился, что все грызуны выползли, он двинулся в сторону реки Везер. Вся толпа крыс и мышей последовала за ним, бросилась в воду и утонула. Как только горожане узнали о победе над крысами, им стало жаль платить обещанную сумму. Не получив своего вознаграждения, огорчённый Крысолов ушёл из города.
Но 26 июня он пришёл снова в образе охотника, с ужасающим лицом, в странной шляпе. И в то время, когда все взрослые были в церкви, вновь в городе заиграла дудочка. На этот раз на эти звуки пошли не крысы и мыши, а дети. Тогда он повёл всех, продолжая играть, через восточные ворота города, в сторону горы, где и исчез вместе с ними.
Tолько двое детей вернулись назад, так как они опоздали; один из них был слепым, а другой немым, поэтому они не могли ничего рассказать и показать, куда все ушли. Тогда пропали 130 детей.
Существует несколько концовок этой легенды. По одной из них, Крысолов утопил детей, так же как и крыс, в реке Везер. По другой, он привёл их в страну радости и счастья. Ещё одну версию приводит Проспер Мериме в "Хронике времён Карла IX".

## Историческая подоплёка предания
Гамельнский Крысолов является известнейшим из немецких сказочных образов во всём мире. Легенда переведена почти на 30 языков и включена в школьную программу во многих странах мира. Её точное объяснение до сих пор неизвестно. Наиболее вероятно, что действие происходило в восточных регионах (Силезия, Моравия, Померания, Пруссия). В то время граждане Хамельна вербовались дворянами для заселения в эти области. Чаще всего в этой связи упоминается имя графа фон Шаумбурга, который переселился в Ольмюц (сегодня в Чехии). В основе лежит утверждение, что жителей одного города тогда часто называли «Детьми города». Связь с «Крысоловом» могла возникнуть из-за повторяющихся в те времена нашествий крыс, которых уничтожали крысоловы, но конечно же реальными для того времени методами, а не как в легенде. Оба события могли срастись в легенду и так передаваться из поколения в поколение.

### Немецкая дорога сказок
В 1975 году, Хамельн был включён в туристический маршрут «Немецкая дорога сказок».